# Angelika Klüssendorfová
Angelika Klüssendorfová (nepřechýleně Angelika Klüssendorf; * 26. října 1958, Ahrensburg, Šlesvicko-Holštýnsko) je německá spisovatelka, žijící v Berlíně.

## Život a dílo

### Publikační činnost (výběr)
Angelika Klüssendorfová byla k roku 2016 již dvakrát (tj. 2011 finalista; 2014 finalista) nominována na Německou knižní cenu, avšak zatím neúspěšně.
(řazeno chronologicky od nejstaršího)
- Das Mädchen: Roman. Köln: Kiepenheuer und Witsch Verlag, 2011. 182 S.
- April: Roman. Köln: Kiepenheuer und Witsch Verlag, 2014. 224 S.
- Jahre später: Roman. Köln: Kiepenheuer und Witsch Verlag, 2018. 160 S.

### České překlady
- Holka[3] (orig. 'Das Mädchen: Roman'). 1. vyd. Praha: Mladá fronta, 2012. 145 S. Překlad: Jitka Jílková